# الدورة 6 للجنة التراث العالمي
الدورة السادسة للجنة التراث العالمي انعقدت في الفترة ما بين 13 ديسمبر وحتى 17 ديسمبر من العام 1982، وذلك في مدينة باريس بفرنسا.

## الأعضاء
- الأرجنتين
- أستراليا
- البرازيل
- بلغاريا
- قبرص
- جمهورية الكونغو
- مصر
- فرنسا
- ألمانيا
- غينيا
- العراق
- إيطاليا
- الأردن
- ليبيا
- نيبال
- باكستان
- بنما
- السنغال
- سويسرا
- تونس
- الولايات المتحدة